# Reformert kristendom

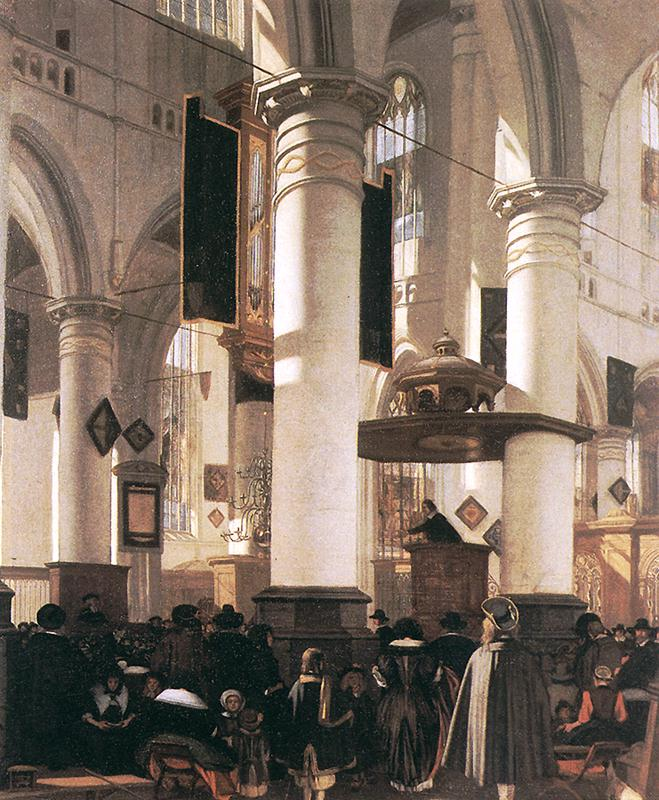
Kyrkointeriör av Emanuel de Witte, c 1660.

Reformert kristendom (av ordet "reformera") är de kyrko- och samfundsbildningar, som leder sitt ursprung tillbaka till de kristna reformationsrörelser som leddes av Huldrych Zwingli och Jean Calvin i Schweiz på 1520-talet. Snart följde expansion till andra länder i Västeuropa. Varje land där den reformerta rörelsen dragit fram hade sin egen lokala kyrkoledning. Flera av dessa lokala kyrkor har utvecklats till världsomfattande samfund och de flesta har varit med om splittringar till flera nya samfund.
Kalvinism är den teologi som har sitt ursprung hos Jean Calvin och andra teologer och den utgör en teologisk grund för den reformerta kyrkan. Utmärkande för kalvinismen är dess betoning på Guds härskande över allt i världen, Guds suveränitet. Viktiga i utvecklingen av kalvinism var på kontinenten Martin Bucer, Heinrich Bullinger, Peter Martyr Vermigli och Huldrych Zwingli och i England reformatorer som Thomas Cranmer och John Jewel. På grund av att Calvin hade stort inflytande och spelade en viktig roll i debatterna om bekännelse och kyrkoordning under 1600-talet, kom denna tradition att bli känd som kalvinism. Kalvinismen är mest känd för läran om predestination och läran om människans totala fördärv. Sin största utbredning har kalvinismen i Schweiz, Skottland, västra Tyskland, Nederländerna, Sydafrika och USA. Till de två sistnämnda länderna har kalvinismen kommit genom invandring från tidigare nämnda länder, och satt sin teologiska prägel på många protestantiska samfund.
De franska kalvinisterna kallades under tiden för de franska religionskrigen på 1500-talet för hugenotter. Omkring 300 000 emigrerade under slutet av 1600-talet på grund av förföljelser till Nordamerika, Sydafrika, Nederländerna, Schweiz, Tyskland, England och Skandinavien.
Den reformerta kyrkan består av många fristående samfund, inte en enhetlig ledning på samma sätt som den romersk-katolska kyrkan. Till skillnad från lutherska kyrkosamfunden, som alla i varje fall har någon symbolisk bok gemensam, har de reformerta kyrkobildningarna ofta olika bekännelseskrifter. Trots det har de reformerta kyrkobildningarna flera gemensamma drag, i teologi, i organisation och i former för gudstjänstfirande. En vanlig organisation är presbyterianism eller så kallad synodalförfattning, även kongregationalism förekommer. För en lutheran kan gudstjänsterna verka en aning enkla och kanske torftiga, detta genom att många reformerta kyrkor praktiserar den regulativa principen, som innebär att bara det som Gud explicit påbjuder i Bibeln ska förekomma i gudstjänsten. En viss återhållsamhet kan också ses i kyrkornas utsmyckning.

## Statistik och avgränsning

Diagram som visar huvudsakliga grenar och rörelser inom protestantismen

Det kan vara svårt att bestämt ange vilka kyrko- och samfundsbildningar som bör räknas till "den reformerta kyrkan". Ett sätt att avgränsa är att se på medlemskap i en internationell reformert organisation som Reformerta kyrkornas världsallians, World Reformed Fellowship, Reformed Ecumenical Council eller International Conference of Reformed Churches. En svaghet med den indelningen är att det finns fristående reformerta samfund.
Flera på engelsk och amerikansk botten uppvuxna frikyrkoliknande trosriktningar har starkt reformerta drag. Kongregationalisterna till exempel har ofta en tydligt reformert teologi. En undergrupp av reformerta kyrkor är reformerta baptistkyrkor som har en modifierad reformert bekännelse (1689 Baptist Confession of Faith) med en baptistisk syn på sakrament och styrelseform. I det största amerikanska baptistsamfundet, Southern Baptist Convention (sydstatsbaptisterna) är runt 10% av pastorerna kalvinister.. Inflytande från Huldrych Zwingli och Jean Calvin på baptismen har varit mycket stort ända sedan reformationen..
Anglikanska kyrkan är mycket bred i sin teologi och bland medlemmarna ryms såväl anglokatolicism, liberal kristendom som kalvinism. Ett exempel på kalvinistiska anglikaner är J.I. Packer som är en viktig person i den evangelikala rörelsen. Bland det som talar mot att generellt räkna anglikanerna till de reformerta är sådana faktorer som: 
- att Lambethkonferensen har deklarerat att anglikanska kyrkor "upprätthåller och förmedlar den Katolska och Apostoliska tron och kyrkoordningen" [4]
- att anglikanska kyrkors officiella presentationer, betraktar sin kyrka som "katolsk och reformerad" [5]
- att anglikaner betraktar Förnuft och Tradition som läromässiga kunskapskällor [6]
- att anglikaner läser ur apokryferna i det offentliga gudstjänstlivet,
- att anglikanska kyrkor (åtminstone sedan 1662) anser det historiska biskopsämbetet vara en nödvändig del av den kristna kyrkans liv,[7] och
- att förbön för hädangångna och anrop av helgonens förbön förekommer i anglikanska hymner. [8]

Att räkna in Anglikanska kyrkan och frikyrkoliknande trosriktningar kan motiveras med att båda har historiska förbindelselinjer till den ursprungliga reformerta protestantismen. En snävare indelning kommer å andra sidan att ge en flytande gränsdragning. Till "den reformerta kyrkans" område hör de protestantiska delarna av tyska och franska Schweiz, den franska och holländska protestantismen, delar av särskilt västra Tyskland, enskilda församlingar på eljest luthersk mark samt, om "reformert" tas i sin vidsträcktaste bemärkelse, huvuddelen av all protestantism på det engelska språkområdet. Därtill kommer de delar av den tyska unionskyrkan som ursprungligen var reformerta.
Reformerta kyrkornas världsallians, WARC, samlar mer än 75 miljoner reformerta kristna i mer än 200 kyrkor/samfund i 107 länder. Samtidigt finns det ett stort antal samfund som betecknar sig som reformerta som står utanför Reformerta kyrkornas världsallians.

## Skillnaden mot lutherdomen

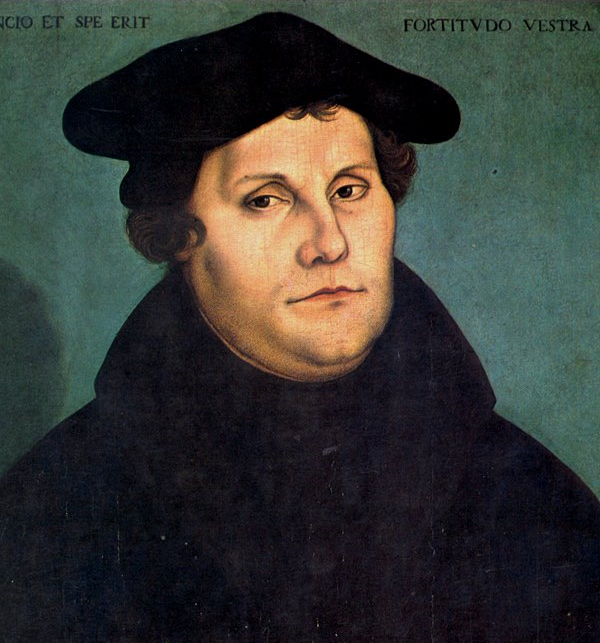
Porträtt av Martin Luther (1529) av Lucas Cranach d.ä.

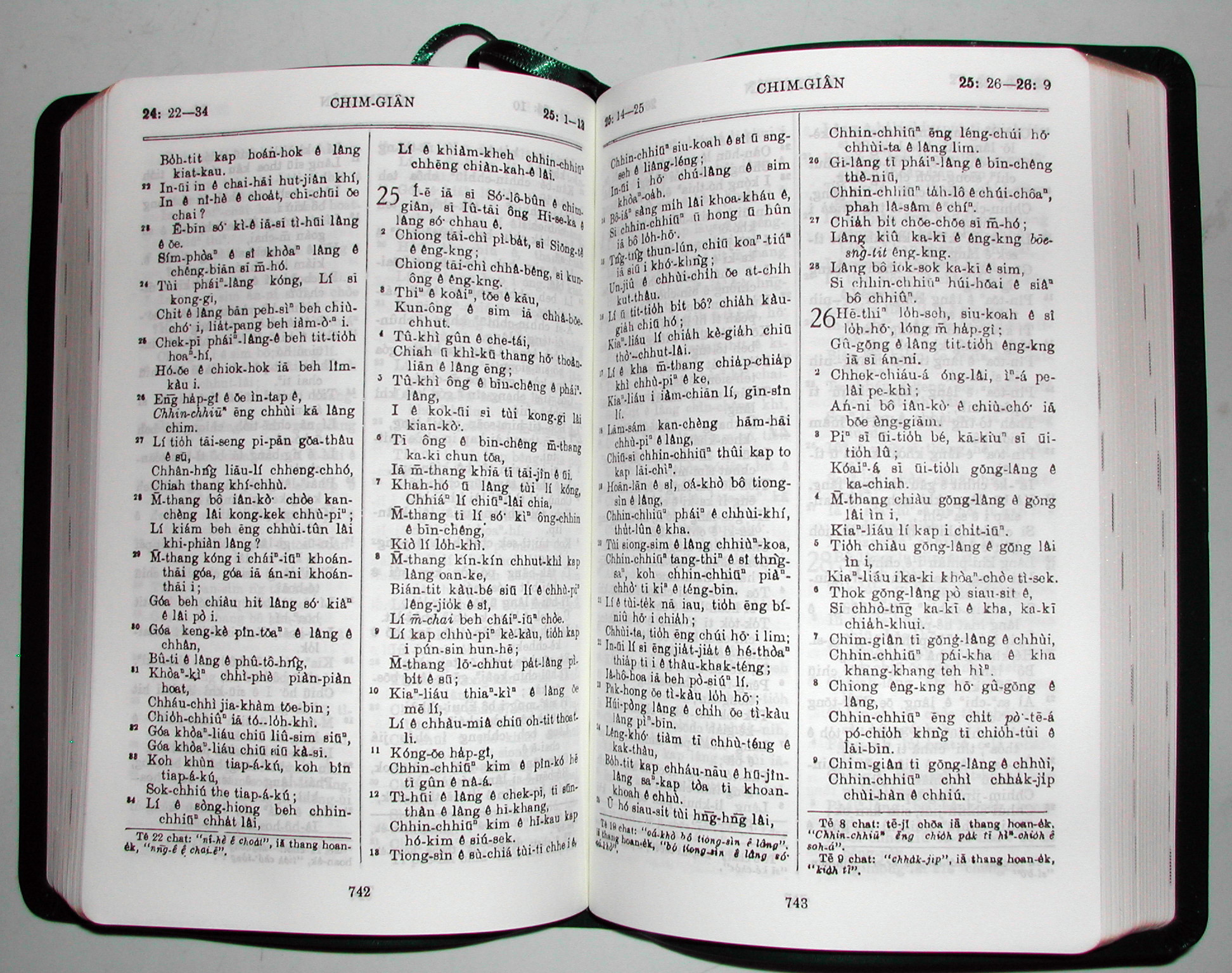
Bibeln

Den äldre reformerta protestantismen skiljer sig från lutherdomen i första hand på grund av Calvin. Zwinglis kortvariga verksamhet tål, över huvud taget och särskilt vad det teologiska inflytandet beträffar, ingen jämförelse med Calvins. Calvins motsats till Luther träder klarast fram i följande fem huvudpunkter:
1. Ställningen till Skriften
2. Predestinationen
3. Sakramentslära
4. Kristologi
5. Kyrkobegreppet

Det finns också en skillnad i bibelsyn mellan lutherdom och de reformerta. Både Luther och Calvin ser Bibeln som reformationens fasta grund, skillnaden är att Luther praktiskt sett bara bekymrar sig om det, som "driver Kristus", och låter detta vara värderingsprincip ifråga om Skriftens innehåll, har Calvin ofta en mera abstrakt-lagisk uppfattning vid användningen av bibelordet. Från renlärigt lutherskt håll var det tidigare vanligt att anklaga den reformerta kyrkan för lagiskhet. Nordisk familjebok skriver år 1921 följande om Svenska missionsförbundets förgrundsgestalt Paul Petter Waldenström, Waldenströms slagord var "Var står det skrivet?"  med innebörden att han ville att kyrkans lära skulle kunna styrkas med bibelverser: 
"W:s slagord: "Hvar står det skrifvet?" är prägladt af reformert lagiskhet och icke af luthersk evangelisk frihet." 
Jämfört med Luther lägger Calvin mindre vikt vid skillnaden mellan Gamla och Nya Testamentet, och tenderar mer att se Bibelns ord som stadgar för den kristna tron och det kristna livet. Calvin har visserligen, liksom Luther, talat om "en kristen människas frihet" samt framhållit som kännetecknande för denna frihet, att den utanför lagens tvång villigt lyder Gud, men han kommer faktiskt inte ifrån att binda tron och det kristna livet under Skriftens som yttre lag fattade bokstav. Detta förklarar också varför teorin om Skriftens verbalinspiration utbildades tidigare på reformert än på luthersk mark. En bok av en reformert författare som har en hög syn på Bibeln är R.C. Sprouls Lär Känna Guds Ord (1984) (Knowing Scripture 1977).
Den främsta skillnaden mellan luthersk och reformert kristendom är synen på sakramenten. Lutherdomen menar att sakramenten är de medel som Gud använder för att omvända människor, medan reformerta vill ge sakramenten en mer symbolisk innebörd. Lutherdomen har en mer liturgisk inriktning med en starkare betoning av det särskilda predikoämbetet, medan den reformerta kristendomen har en mer lågkyrklig inriktning. Lutherdomen var i högre grad mån om att behålla sådana kyrkliga seder och traditioner som inte direkt stred mot Bibelordet medan många reformerta kyrkor praktiserar den regulativa principen, som innebär att bara det som Gud explicit påbjudit i Bibeln ska förekomma i Gudstjänsten.
En bild det specifika i klassisk reformert tro ger en jämförelse mellan nutidens evangelikala megakyrkor och den på 1800-talet verksamma reformerta baptisten Charles Spurgeon. Någon instrumentalmusik förekom aldrig i Spurgeons församlingar. Han var konfessionellt medveten och förtröstade på att ordet ensamt väcker tro hos de utvalda, utan att man behöver hjälpa på traven med olika effekter och åthävor. Sålunda praktiserade han inte seden att bjuda dem som vill ge sitt liv till Jesus att komma fram till altaret för förbön (så kallade "altar calls"). I hans predikningar härskade den gammalpuritanska andan och han fasthöll strängt vid äldre tiders inspirationslära, och Gamla och Nya Testamentet ägde samma tyngd.
Den svenske teologen Lars Lindberg, verksam inom Svenska Missionskyrkan beskriver följande skillnad mellan lutherska och reformerta kyrkor:
"Vissa reformerta kyrkor i Europa har varit folkkyrkor och statskyrkor, men de reformerta tenderar till en frikyrklig hållning mycket mer än sina lutherska syskon. Det yttrar sig till exempel i att de ger plats för både barndop och troendedop. Tongivande teologer som Karl Barth, Emil Brunner och Jürgen Moltmann har en frikyrklig syn på församling och kyrka. De reformerta talar mer än lutheranerna om helgelsen, det vill säga betonar att en människa som blir kristen förvandlas genom tron och evangeliet och utför kärlekens gärningar mot medmänniskor i Kristi efterföljd. Som en konsekvens av detta uppfattar man arbetet med samhällsliv och politik som en del av det kristna livet." 
Om man ser i Sverige idag är det främst inom den frikyrkliga världen som reformert tänkande har fått inflytande. Särskilt då i Svenska missionskyrkan men också i baptistsamfundet. Internationellt finns många frikyrkor, särskilt baptistiska, med reformerta inslag. Den reformerte teologen Karl Barth har haft ett stort inflytande i många samfund. Viktigt är dock att göra skillnad mellan reformert och kalvinistiskt, Lars Lindberg skriver om missionskyrkans förhållande till kalvinism:
"Men är vi då kalvinister? Nej, det är inte många i vår värld i dag som vill kalla sig så, eftersom man ofta förknippar Calvin med stränghet och lagiskhet och dystra gudstjänster. Benämningen reformert är då öppnare och mer inspirerande." 

## Dogmatik

### Predestinationsläran

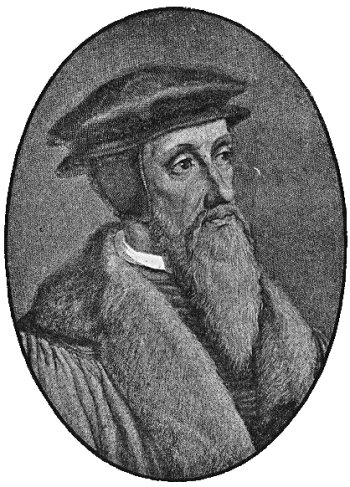
Jean Calvin

Som den reformerta protestantismens "centraldogm" har man ofta och, i varje fall vad den äldre tiden beträffar, med en viss rätt betraktat dess predestinationslära. I överensstämmelse med Calvins åskådning heter det i en av de reformerta bekännelseskrifterna, "Consensus Genevensis":
"Man måste bekänna, att Gud efter sitt eviga, av ingen och intet beroende rådslut har bestämt somliga - vilka Honom synts för gott - till salighet, samt att han upplyser dem, som han värdigats oförtjänt upptaga, med sin helige Ande, så att de kan motta det i Kristus erbjudna livet, vidare att Han likaledes efter sitt fria val bestämt de andra till att icke bli troende, så att de berövade trons ljus måste förbli i mörkret."
När Calvin så hävdar "den dubbla predestinationen", är det hans tanke, att utkorelsen till salighet står som ett bevis på Guds barmhärtighet, vilket driver människorna till att prisa och lova densamma, medan utkorelsen till fördömelse står som bevis på Guds rättfärdighet, enligt Calvins ord "genom domen illustrerande Guds ära". Som en konsekvens vill Calvin hävda, att Gud, vars rådslut till utkorelse skett före syndafallet (lapsus), direkt velat detta (den så kallade supralapsarismen) och inte bara förutsett och tillåtit fallet (infralapsarismen), som saken annars ofta på reformert mark beskrevs. När Calvin så starkt betonar predestinationen sker detta inte bara för att han fann sin lära om den biblisk och därför kände sig förpliktigad till densamma, inte heller bara för att han i den dubbla predestinationen såg en konsekvens av den absolut oförtjänta nådens tanke. Han hade tillsammans med detta ett direkt religiöst intresse att i och genom sin predestinationslära på det eftertryckligaste betona Guds makt och suveränitet.
Idag är det inte självklart att en reformert kyrka omfattar läran om "den dubbla predestinationen". Ett exempel är Franska reformerta kyrkan i Stockholm, man berättar:
"Men mycket har nog ändrats under årens lopp i den reformerta traditionen. Någon predestinationslära finns inte längre. Däremot kan det förekomma intressanta debatter om ödet – det som helt enkelt drabbar människan." 
Karl Barth är en av de mest omdiskuterade reformerta teologerna i idag. Han har en annan syn på "den dubbla predestinationen" än Calvin. Läran om Guds utkorelse eller Guds nådeval är central i Karl Barths teologi. Han kallar den för "summan av evangeliet" eller "evangeliet in nuce". Barths kristocentriska teologi är här som tydligast. Denna centrala dogm måste förstås mot bakgrund av den klassiska läran om utkorelsen, så som den kommer till uttryck hos exempelvis Jean Calvin. Calvin menade att Gud i sin allmakt och vishet, före världens skapelse, har utvalt somliga människor till frälsning och andra till förtappelse. Det är därmed en dubbel predestination. Barth talade också om en dubbel predestination, men med en helt annorlunda betydelse. Gud har valt ut en människa, Jesus Kristus, till att både uppleva förtappelse och frälsning. Men genom Jesus är alla människor utvalda till frälsning eftersom Jesus inte bara är den utvalda utan också den som utväljer. I Jesu död och uppståndelse blir det tydligt att Gud av evighet har tagit ställning för människan. Vi behöver bara acceptera detta i tro och tacksamhet.
Barth har ofta kritiserats för att han skulle företräda apokatastasisläran, det vill säga idén om att alla människor blir frälsta. Detta är dock en missuppfattning. Barth menade att kyrkan inte ska predika apokatastasis, eftersom det ligger utanför hennes kunskapsområde. Däremot finns det hos Barth ett tydligt fokus på Guds handlande i frälsningen. I detta sammanhang citerar Barth en av sina teologiska favoriter, holländaren Koehlbruegge, som fick frågan om när han blev frälst. "På Golgata", svarade han. Det är enligt Barth varje kristens enda möjliga svar. Det var där och då människan räddades, på grund av vad Jesus gjort för oss. Barth hade också en ovilja att dela in människor i kristna och icke-kristna. Gud är verkligen alla människors Gud, och ingen sekt-Gud. Det Gud har gjort i Jesus Kristus är något universellt.

### Bekännelseskrifter
Reformert dogmatik uttrycks i olika bekännelseskrifter. Några bekännelser delas av flera samfund. Olika samfund använder olika bekännelser, ofta grundat på historiska orsaker. Några av de bekännelser som ofta används är:
- French confession (1559),
- Scots Confession (1560),
- Tre enhetsformulären
  - Heidelbergkatekesen (1563),
  - Confessio Belgica (1566),
  - Dortteserna (1619),
- Second Helvetic Confession (1566)
- Westminster Standards
  - Westminsterbekännelsen (1646)
  - Westminsters lilla katekes (1649)
  - Westminsters stora katekes (1649)
- Baptist
  - 1689 Baptist Confession of Faith (1689)

De tre enhetsformulären är vanliga bland reformerta kyrkor som har sitt ursprung på den europeiska kontinenten (särskilt Nederländerna). Westminster standards är ofta använda bland reformerta kyrkor (kända som presbyterianska kyrkor) som har sitt ursprung på de brittiska öarna.
Förhållandet till bekännelseskrifterna varierar mellan samfunden och graden av trohet mot bekännelseskrifterna är ett vanligt ämne för diskussion inom samfunden.

### Kalvinismens fem punkter

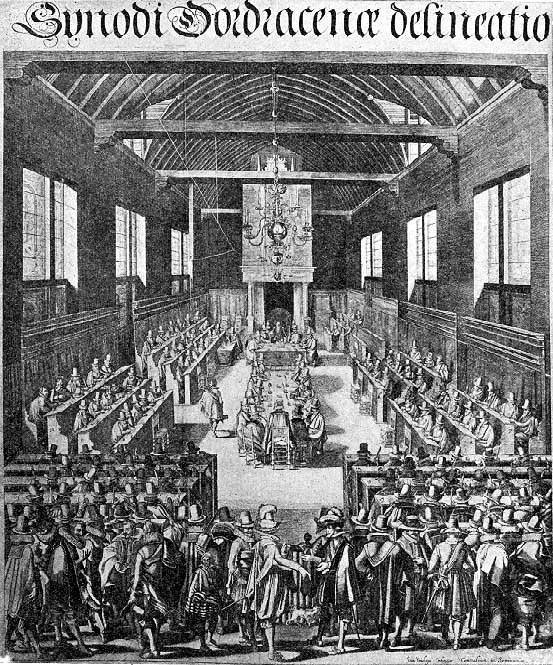
Arminianismen avvisades vid synoden i Dordrecht, 1619.

Sedan arminianerna inom de reformerta kyrkorna antagit fem artiklar (The Five Articles of Remonstrance) i protest mot den ortodoxa kalvinismen svarade det ortodoxt-kalvinistiska kyrkomötet i Dort med att anta kalvinismens fem punkter. De fem punkterna är en summering av skillnaderna mellan kalvinism och arminianism, men inte en komplett summering av Calvins lära heller inte som en generell summering av den reformerta kyrkans teologi.
På engelska bildar de första bokstäverna från varje artikel ordet "TULIP". De fem punkterna i svensk översättning:
I. Total depravity - Människans totala fördärv, innebär att människan efter syndafallet är fullständigt fördärvad utan förmåga att vända sig till Gud.
II. Unconditional grace - Ovillkorlig utkorelse, innebär att Gud utvalt somliga till att bli frälsta utan hänseende till någon beskaffenhet hos dem.
III. Limited atonement - Begränsad försoning, innebär att Jesu försoningsdöd är begränsad till de utvalda. Kristus har enligt denna artikel inte dött för alla människor utan enbart för vissa.
IV. Irresistible grace - Oemotståndlig nåd, innebär att den utkorade människans vilja förändras till att glatt och villigt tro på Jesus till frälsning.
V. Perseverence of the saints - De heligas bevarande, innebär att den som en gång kommit till tro kommer att bevaras i tron och kan inte falla av.
Kalvinism i den form som omfattar alla fem punkter är levande i många samfund trots kritik. Ett exempel är Presbyterian Church in America som i en bok som introducerar dess tro och teologi för nyfikna och nyblivna medlemmar står klart och fast vid kalvinismens fem punkter och man konstaterar gällande de fem punkterna att "While there is much more to Presbytarian beliefs than these five points, they are a helpful summary of our understanding of God's grace demonstrated in his redeeming us from our sin.".
Något som gläder vissa och oroar andra är det ökade intresset för kalvinism bland unga amerikaner och flera ställer frågan var alla unga kalvinister kommer från.. Det är svårt att hitta tydliga uppgifter om antal men många är överens om att kalvinism ökar i popularitet, särskilt bland vissa baptister och man har gjort undersökning att bland nyexaminerade pastorer för Southern Baptist Convention (sydstatsbaptisterna) så är cirka 30 % kalvinister och när man tar med samtliga åldersgrupper hamnar man runt 10 % vilket innebär en betydande ökning av andelen kalvinister i den unga åldersgruppen.

### Amyraldism
Moses Amyraut, en fransk reformert teolog, f. 1596 i Bourgueil i Touraine, väckte uppseende genom sin lära om en så kallade universalismus hypotheticus, eller att Gud beslutat frälsa alla människor, så vida de trodde på Kristus, men att han förlänade trons gåva endast åt vissa utkorade. Amyraut, som därigenom trodde sig mildra den kalvinistiska predestinationslärans hårdhet, rönte ett häftigt motstånd av den reformerta kyrkans ortodoxa och samma kyrkas sista symboliska bok, den så kallade Formula consensus, (utg. 1675, efter hans död), var huvudsakligen riktad mot hans lära, den så kallade amyraldismen. I baptistiska och evangelikala samfund, särskilt på amerikansk mark, är det vanligt att tala om hur många av Kalvins fem punkter man tror på. En "fempunktare" är fullt ut kalvinist, medan en "fyrpunktare" inte omfattar punkten om begränsad försoning och har därför en lära som är detsamma som amyraldism. Många "fyrpunktare" menar att de har en form av kalvinism och att de är reformerta, men flera motsätter sig och B. B. Warfield har kallat amyraldism för "en inkonsistent och därför instabil form av kalvinism.". Trots kritiken från kalvinister ser många amyraldism som en mer moderat version av klassisk kalvinism.
I USA kan man hitta amyraldism i flera olika evangelikala grupperingar, särskilt bland dispensationalister i fria Bibel-församlingar och fria Baptistförsamlingar. I Australien omfattar många i det anglikanska stiftet i Sydney en modifierad "fyrpunkts" kalvinism. I England har amyraldismen försvarats i en nyligen publicerad pamflett Amyraut Affirmed.. Ändå är fortfarande "fempunkts" kalvinism vitt spridd särskilt i konservativa grupper bland reformerta och presbyterianska kyrkor, reformerta baptister, bland evangelikala anglikaner i England och i några icke-samfundsbunda evangelikala kyrkor. Särskilt levande är diskussionen om kalvinismens fem punkter i ett samfund som Southern Baptist Convention där en ökande minoritet omfattar alla fem punkter.

## Styrelseform

Presbyterianskt kors.

I kontrast till det episkopala styrelsesätt som finns i svenska kyrkan, anglikanska kyrkan, och många lutherska och metodistiska kyrkor har reformerta kyrkor två huvudsakliga styrelsesätt:
- Presbyterianism eller synodalförfattning. I praktiken innebär det att man inte vill att kyrkan skall styras av en påve, ärkebiskop eller av biskopar (episkopos) utan av valda lokala ledare, äldste (presbyteros).
- Kongregationalism. Av engelskans ord för "församling". Kongregationalism är ett begrepp som enbart rör Kristendomen. Församlingar och samfund som har denna inriktning utgår från den enskilda församlingen och att församlingsmötet är högsta beslutande instans. De styrs alltså inte i första hand av beslut som fattas på central nivå, såsom är fallet i episkopalistiska samfund. Den anses ofta vara nära besläktad med presbyterianism. Se även kongregationalistkyrkan.
- Reformerta kyrkan i Ungern, och dess systerkyrka i Rumänien och dotterkyrka i USA och polska reformerta kyrkan är de enda kyrkorna i den reformerta traditionen som har behållit biskopsämbetet.

En underfamilj av reformerta kyrkor är reformerta baptistkyrkor som har en modifierad reformert bekännelse, 1689 Baptist Confession of Faith, och har en baptistisk syn på sakrament och styrelseform.

## Sakramentslära och kristologi

### Stridigheter mellan lutheraner och reformerta
Sakramentsläran och kristologin var de frågor som gav anledning till mest stridigheter mellan lutheraner och reformerta. Det var också dessa frågor som särskilt lutheranerna uppfattade som särskiljande. Sakramentsstriden kallas den strid om nattvardsläran (sakramenten) som uppstod mellan reformatorerna och som blev huvudorsak till splittringen mellan den lutherska och den reformerta kyrkan. De gamla bekännelseskrifterna innehåller ömsesidiga lärofördömanden på dessa områden.
Det förekom också kryptokalvinister, "förtäckta kalvinister", som var anklagade för att i smyg införa den kalvinistiska nattvardsläran i inom den lutherska kyrkan årtiondena efter Martin Luthers död.
För att nå enhet mellan lutheraner och reformerta i de skiljande lärofrågorna kristologi, predestination, nattvard och rättfärdiggörelse har man i Leuenbergdeklarationen 1973 utgått från vad man är i grunden är överens om och sedan noterat att de lärostrider som reflekteras i de gamla bekännelseskrifterna med dess ömsesidiga lärofördömanden inte är tillämpligt i dag. Man har därigenom nått en lösning på de lärostrider som skilt de lutherska och reformerta kyrkorna i 450 år..

### Nattvard
Den reformerta traditionen har tagit starkt avstånd från den katolska transsubstantiationsläran som säger att brödet och vinet upphör att finnas till (även om brödets och vinets yttre egenskaper kvarstår) för att fullt ut ersättas av Kristi kropp och blod. I Westminsterbekännelsen skriver man:
Den lära som vidhåller en förvandling av brödets och vinets väsen till Kristi kropps och blods väsen (allmänt kallad transsubstantiation), genom en prästs konsekration eller på något annat sätt, strider inte bara emot Skriften utan också alla sinnena och förnuftet; tillintetgör sakramentets natur och har varit och är orsak till mångahanda vidskepelser; ja, till grova avguderier
Westminsterbekännelsen 29:6 
Den reformerta delen av kristenheten tar också avstånd från den lutherska Konsubstantiationsläran då man anser att denna saknar stöd i Bibeln. Westminsterbekännelsen som är en av presbyterianismens viktigaste bekännelser beskriver hur Jesu kropp inte på lutherskt vis är i, med, eller under brödet och vinet, men ändå lika verkligt, men andligt, närvarande. Därmed förnekar man konsubstantiationsläran säger Jesu närvaro är "i med och under" brödets och vinets gestalt.
Värdiga mottagare som till det yttre tar del av de synliga elementen i detta sakrament, mottager och närs då också av Kristus korsfäst och hans döds alla välgärningar till det inre genom tron, verkligen och förvisso, dock ej köttsligt och kroppsligt, utan andligt: Kristi kropp och blod varande då, inte kroppsligt eller köttsligt, i, med, eller under brödet och vinet; dock lika verkligt, men andligt, närvarande för de troendes tröst i den ordningen, såsom elementen själva är för deras yttre sinnen
Westminsterbekännelsen 29:7 
Under reformationstiden utformades flera olika läror, av bland andra Calvin och Zwingli, som dock har det gemensamt att de inte räknar med någon realpresens i traditionell mening, vilket den romersk-katolska kyrkan har gemensamt med den lutheranerna.
Calvin ville hävda en Kristi "virtuella" närvaro i Nattvarden samt tala om att ett andligt åtnjutande av Kristi lekamen där ägde rum för de troende. Att emellertid den ursprungliga kalvinska åskådningen bjuder på minst lika stora svårigheter som den ursprungliga lutherska visar sig bland annat däri att enligt Calvin den helige Ande i nattvarden meddelar oss livskrafter från Kristi på en bestämd plats i himmelen befintliga lekamen. Särskilt att observera är dessutom att det för Calvin är en väsentlig tanke att vi i nattvarden som en särskild gåva undfår näring för uppståndelsekroppen, under det att Luther endast en eller ett par gånger snuddar vid en dylik tanke och annars framhåller att den gåva, som skänks oss i nattvarden är detsamma som det vilket skänks oss genom "Ordet", nämligen syndernas förlåtelse – "där syndernas förlåtelse är, där är också liv och salighet". Enligt Jean Calvin blir Kristi kropp och blod inte närvarande i brödet och vinet, men dessa element blir redskap genom vilka den troende kommunikanten simultant kan ta emot Kristi sanna kropp och blod i himlen. Detta syn har påverkat metodister och många evangelikala anglikaner.
Zwingli gick långt i sin kritik av den katolska sakramentsläran och intog till en början en med anabaptisterna besläktad radikal hållning till sakramenten, kom han så småningom att i motsats till dessas rena subjektivism starkare framhålla det objektiva momentet; han fattade emellertid barndopet som ett tecken på upptagandet i kyrkan och nattvarden som en åminnelsefest. Dagens baptister följer ofta Zwingli och ser nattvarden som symbolisk. Baptister omfattar till skillnad från Zwingli läran om troendedopet, Europeiska Baptistfederationen anger när de beskriver sin teologiska identitet att troendedopet med nedsänkning är det bibliska dopet.
I reformert teologi är nattvarden en symbolisk måltid som firas på Jesu uppdrag "till min åminnelse" (Lukasevangeliet 22:19). Måltiden sätter fokus dels på Jesu frälsande död på korset, dels på församlingens nuvarande gemenskap med honom och därmed varandra, dels på den framtida himmelska måltiden i Guds rike. Brödet och vinet ses som konkreta tecken för dessa tre verkligheter och har ingen kraft i sig själv utan får sin kraft från ordet. Måltiden är en tacksägelse för det som Gud i Jesus Kristus har gjort, gör nu och kommer att göra.

## De reformertas inre utveckling
Den reformerta protestantismens inre utveckling är naturligt nog till sina allmänna huvuddrag besläktad med den lutherska protestantismens – så har den liksom denna sin ortodoxi, sin pietism och sin rationalism. Ortodoxins tid var fylld av omsorgen att befästa det reformatoriska arvet och att skydda det såväl mot katolicism och lutherdom som mot vederdöparrörelsens och med den besläktade riktningars upplösande verkningar på det egna kyrkoskicket. Reaktionen mot ortodoxin kom inom den reformerta protestantismen så gott som samtidigt från pietism och rationalism. I England kom "upplysningen" före pietismen, på fastlandet tvärtom. Ett av den reformerta pietismens främsta namn är Jean de Labadie, som genom föreningar och sträng kyrkotukt i Calvins anda sökte reformera det reformerta kyrkoväsendet. En annan betydande man, som till sin allmänna åskådning stod rationalismen ungefär lika nära som pietismen, var Johann Caspar Lavater. 
Den senare protestantismens främste teolog, Friedrich Schleiermacher, härstammade från ett reformert hem. Väckelserörelserna under 1800-talets förra del har bland de reformerta många stora namn, bland vilka märks Alexandre Vinet, Gottfried Daniel Krummacher och Johann Gottlob Krafft. Bland mera betydande teologer under 1800-talet kan slutligen nämnas schweizarna Alois Emanuel Biedermann, Albert Schweitzer, Frédéric Godet, Adolf Schlatter och Paul Wernle, holländarna Johannes Jacobus van Oosterzee och Abraham Kuyper, tyskarna Heinrich Heppe och Karl Müller, fransmännen Adolphe Monod, Edmond de Pressensé och Émile Doumergue, engelsmännen Charles Kingsley, Frederick William Robertson och William Robertson Smith samt amerikanerna Theodore Parker, William Ellery Channing och Francis Greenwood Peabody.
I de reformerta kyrkor som ligger i huvudfåran har kalvinismen genomgått en utveckling och revision genom inflytande av Karl Barth och neo-ortodox (eller dialektisk) teologi. Barth var en viktig schweizisk reformert teolog som började skriva tidigt på 1900-talet, vars största verk att motverka upplysningens inverkan på kyrkorna, särskilt som upplysningens inverkan lett till att man tolererat nazism i de tyska kyrkorna. Påverkad bland andra av Martin Luther, Johannes Calvin och Søren Kierkegaard och i motsättning till Schleiermacher och liberalteologin avvisade Barth tanken på en "naturlig" väg till Gud, vare sig genom religion, politik eller genom något annat mänskligt företag. Teologin och det kristna vittnesbördet överhuvud måste ta sin utgångspunkt i det goda budskapet om Guds Ord (se kerygma) och själv-uppenbarelse, i Jesus Kristus. Barmendeklarationen är ett uttryck för Barts reform av kalvinismen. Konservativa kalvinister menar att det är förvirrande att använda benämningen "Kalvinism" för Barths teologi eller för andra liberala revisioner av kalvinistisk teologi, detta på grund av att man menar att det finns betydande teologiska skillnader.
Bland mer evangelikala reformerta kyrkor finns det flera rörelser som propagerar för att åter sätta reformationens principer och de reformerta bekännelseskrifterna i centrum. Man ser de gamla bekännelserna från reformationen som relevanta och pålitliga idag  Bland sådana rörelser finns Alliance of Confessing Evangelicals, som bland annat ger ut webbtidningen Reformation 21,. En annan rörelse är Ligonier Ministries som bland annat har radioutsändningar där man undervisar i reformert systematisk teologi och Bibeln, ger ut månadsmagasinet Tabletalk som förutom artiklar utifrån reformert synvinkel också förklarar en bibeltext för varje dag  och man ger dessutom ut studiebibeln The Reformation Study Bible. Ett intresse för de gamla bekännelserna kan man se till exempel i den relativt nyutgivna kommentaren för lekmän till westminsterbekännelsen i tre band, Truths We Confess: A Layman's Guide to the Westminster Confession of Faith (P & R Publishing).

## Reformert teologi i Sverige

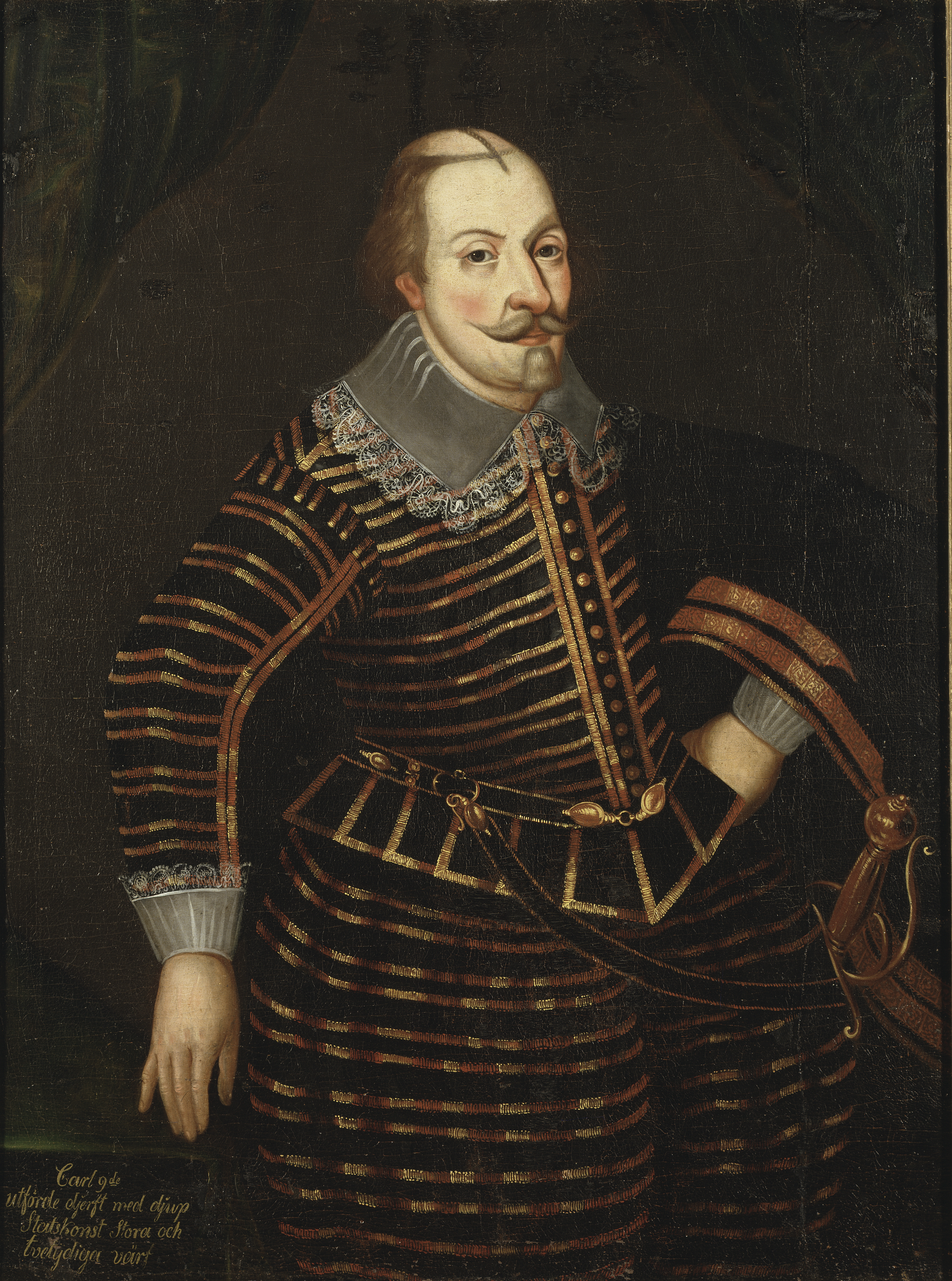
Karl IX

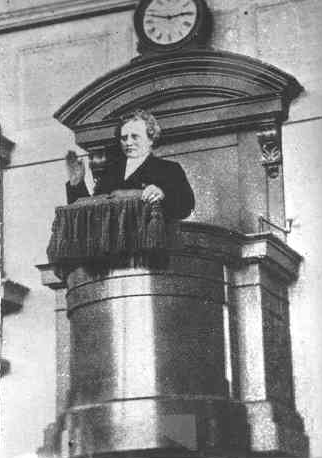
Rosenius predikar i Betlehemskyrkan.

### Historia

#### Kalvinism under reformationen
I Sverige har många varnat för reformert teologi och menat att kalvinism är farlig.. Man kan se spår av denna kritik i uggleupplagan av Nordisk familjebok. Mycket beror detta på den lutherska teologi som dominerat i Sverige sedan reformationen. I den svenska reformationen blev övergången från katolicism till luthersk statskyrka en utdragen process som delvis motarbetades dels av Johan III som föredrog reformkatolicismen, samt Karl IX, som tilltalades av kalvinismen. Ett kyrkomöte i Stockholm avvisade kalvinismen 1565. Det ansågs att den så kallade kryptokalvinismen hade en mäktig förkämpe och gynnare i Karl IX. Kryptokalvinismen var en inom den lutherska kyrkan framträdande riktning, som, under sken av äkta lutherdom, sökte bana väg för den kalvinska nattvardsläran. För denna bedrevs vid denna tid runt om i Tyskland ivrig propaganda och enskilda tidigare lutherska områden, såsom Bremen och Pfalz, övergick småningom helt till kalvinismen. Den svenska reformationen anses inte som avslutad förrän vid Uppsala möte 1593, då augsburgska bekännelsen antogs som rikets lära och man beslutade sig för att återgå till Laurentius Petris kyrkoordning från 1571. Den enda kyrkliga lära som skulle tillåtas var lutherdom - kalvinism, katolicism och zwinglism förbjöds. Det fanns alltså under reformationen svensk kalvinism som under luthersk renlärighetsiver lagstiftades bort.

#### Reformert inflytande i 1800-talets folkväckelser
Tillsammans med pietistiska rörelser gav baptismen en folklig väckelse som släpptes loss när konventikelplakatet avskaffades 1858 och det blev tillåtet med bönemöten i hemmen. Det finns de som ser ett reformert inflytande i väckelsens centralgestalt Carl Olof Rosenius, ett inflytande som kanske kom från metodistpredikanten George Scott.. Även i Svenska Missionsförbundets Paul Petter Waldenström finns ett reformert inflytande. I Nordisk familjebok skriver man år 1921 följande:
"Efter uteslutningen ur Evangeliska fosterlandsstiftelsen behöfde W:s vänner ett nytt enande organ. Då visade det sig, huru det reformerta inflytandet genom metodister och baptister på väckelserörelsen burit frukt. W:s slagord: "Hvar står det skrifvet?" är prägladt af reformert lagiskhet och icke af luthersk evangelisk frihet."

### Reformerta samfund i Norden
- Evangelisk-reformerta kyrkan, svenska församlingar i Tranås och Åkersberga som bekänner sig till Westminstersynodens trosbekännelser.
- Franska reformerta kyrkan [42], grundad av franska kalvinister (hugenotter), i Stockholm på 1700-talet, delvis var dessa flyende från hugenottkrigen. Har sedan 1984 organisatoriska kopplingar till Svenska Missionskyrkan.
- Den reformerte Synode i Danmark, Synoden fungerar som ett slags paraplyorganisation för fyra reformerta församlingar i Danmark, med var sitt språk. En dansktalande församlingen i Fredericia, från 1736. I Köpenhamn finns en fransk, en tysk och en koreansk församling.

### Samfund med reformerta inslag

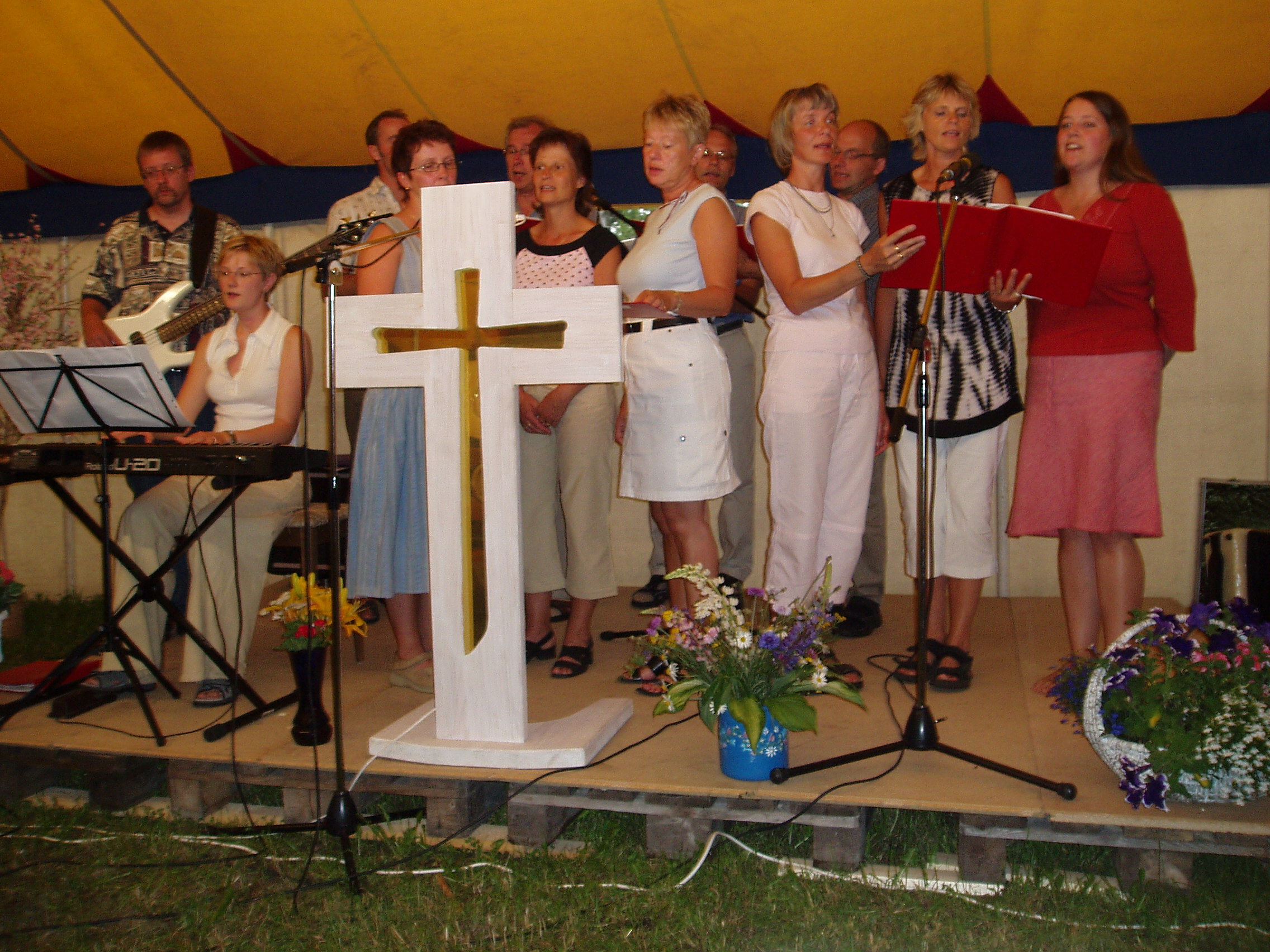
Betelkören i Ljustorps baptistförsamling

- Svenska Missionskyrkans tradition av ekumenik och frihet gör att det kan vara svårt att placera Missionskyrkan på den teologiska kartan. Samtidigt som Missionskyrkan är medlem i Reformerta kyrkornas världsallians finns delar i dess teologi och praktik som visar ett arv från Luther snarare än från Calvin. Historiskt har man haft utbyte med kongregationalistkyrkan.[16]. För missionsförbundet var medlemskapet i Internationella kongregationalistrådet mer en fråga om kongregationalism som princip och styrelsesätt som var i centrum "inte så mycket den reformert inriktade bekännelsen".[43] Svenska Missionsförbundet blev medlemmar i Reformerta kyrkornas världsallians 1971. Man såg vissa problem med att vara i samma organisation som presbyterianska samfund, det var "vissa nationella kyrkors stats- eller folkkyrkor, de reformerta bekännelsedokumentens förpliktigande karaktär, läran om predestinationen" samt risken att äventyra ekumeniska relationer, efter vidare efterforskningar valde man att söka medlemskap.[44]. Teologen Lars Lindberg har varit en viktig medlare av reformerta Karl Barths teologi in i missionsförbundet, även om Karl Barth inte "blivit Svenska Missionskyrkans normalteolog"[45][46]

- Svenska baptistsamfundet. Reformert tänkande har haft inflytande på baptismens utveckling. Baptisternas Världsallians och Reformerta kyrkornas världsallians menar att inflytande varit mycket stort ända sedan reformationen, i en rapport skriver man: "It is interesting to observe that historically the theology of Calvin and Zwingli has had a very great influence on the development of Baptist thinking since the Reformation." [3]. Redan på 1600-talet finns baptister i London som har förbindelser med mennoniter och därför har en arminiansk försoningslära. Samtidigt framgår tydligt av trosbekännelsen "London confession" från 1644 att det fanns kalvinistiska baptister i England vid den tiden.[47] I baptismen har det därför ända från 1600-talet funnits både kalvinistister och de som förespråkat arminianism. I ett av de största baptistsamfunden, det amerikanska Southern Baptist Convention är ca 10% av pastorerna kalvinister.[2]. Till Sverige kom baptismen 1848 med ett ursprung i kontinental baptism samt svensk lutherdom. Samtidigt har internationellt utbyte med mer reformerta baptister givit spår i Svenska Baptistsamfundet. Exempel på detta är överste K.O. Broady som var Betelseminariet förste rektor från grundandet 1866 till 1906, och i viss mån Anders Wiberg, båda hade tillbringat tid i USA och Broady hade sin utbildning vid Madison university (nu Colgate University) i staten New York och de tog båda med en del av den ofta mer reformerta amerikanska baptismen.[48][49]

## Viktiga personer i reformert teologi
- Jean Calvin
- John Knox
- Huldrych Zwingli
- Jacques Saurin
- Charles Spurgeon
- Benjamin Breckinridge Warfield
- Karl Barth
- J.I. Packer

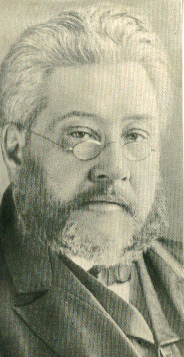
Charles Spurgeon

- Robert Charles Sproul Redaktör för Reformation Study Bible.
- John F. MacArthur
- Lars Lindberg
- Jan van Herboville, som blev en av de ledande kalvinistiska personerna i Sverige under 1560-talet. Han kom till Sverige mars 1558
- Johan Åkerberg, som blev delaktig ledare av de mennoniter som hade förbindelser i London under 1550-talet.